# نیوشا
نیوشا یک نام دخترانه و پسرانه ایرانی است (یکی از مثال های نیوشای پسر، نیوشا بقراطی است که در رادیو فردا مشغول کار است).
نیوشا ریشه در پارسی باستان دارد و صفت فاعلی از مصدر «نیوشیدن». به معنی «شنوا و آگاه» است.
فعل نیوشیدن در فارسی امروزی کمتر استفاده می‌شود و به‌جای آن، بیشتر، فعل مرکب گوش دادن (یا گوش کردن) به‌کار می‌رود. نیوشا را می‌توان به زبان ساده، حرف‌گوش‌کن و پندپذیر معنی کرد.
نیوشاییان به پیروان مانی نیز گفته می‌شد.